# Hermotim (fill de Menècrates)
Hermotim (en grec antic: Ἑρμότιμος, llatí: Hermotimus), fill de Menècrates, és un personatge d'un diàleg de Llucià de Samosata (Ἑρμότιμος ἢ περὶ αἱρέσεων, Hermotim o el convenciment), en el qual és un dels oradors principals. Es podria tractar d'un personatge fictici.